# Eriostethus perkinsi
Eriostethus perkinsi là một loài tò vò trong họ Ichneumonidae.